# Lord canciller de Irlanda
El lord gran canciller de Irlanda (generalmente conocido como lord canciller de Irlanda) fue el cargo judicial más alto de Irlanda hasta el establecimiento del Estado Libre irlandés en 1922. Entre 1721 y 1801, era también el cargo político más importante dentro del Parlamento de Irlanda: el canciller era el portavoz de la Cámara de los Lores irlandésa. El lord canciller era también lord custodio del gran sello de Irlanda. En todos estos aspectos, el cargo reflejaba al lord gran canciller de Gran Bretaña.

## Orígenes
Hay una confusión considerable acerca de la fecha concreta de creación del cargo. Hasta el reinado de Enrique III de Inglaterra no está claro si los cargos de las cancillerías irlandesa e inglesa eran distintos. Sólo en 1232 aparece la primera referencia clara a un Tribunal diferenciado del Tribunal de Cancillería irlandés. Los primeros lores cacilleres, empezando por Stephen Ridell en 1186, eran simplemente cancilleres ingleses que actuando a través de un delegado. Aproximadamente en 1244 se tomó la decisión de que debería haber diferentes funcionarios en Inglaterra e Irlanda. Elrington Ball afirma que el salario fue fijado en sesenta marcos anuales, equivalente a cuarenta libras esterlinas. Aunque era el doble de lo que un justicia desplazado cobraba en la época, no era una cantidad muy generosa, ya que Richard Northalis, canciller entre 1300-97, se quejó de que el gasto no cubría ni un tercio de sus gastos, y pidió un pago extra de veinte libras.
En los siglos más tempranos el Lord canciller de era siempre un eclesiástico, y normalmente un inglés. Los cancilleres laicos fueron frecuentes tras la Reforma protestante, y ningún clérigo fue nombrado canciller después de 1665, pero a pesar de que se dieron numerosas excepciones, la Corona siguió prefiriendo cancilleres ingleses hasta mediados del siglo XIX.

## Lores cancilleres de Irlanda, 1186-1922

### SigloXII
- Stephen Ridell. Nombrado en 1186 (primer canciller).[3]

### SigloXIII
- John de Worchley (1219-1234)[3]
- Ralph Neville (1234-1235). También lord canciller de Inglaterra, obispo de Chichester y arzobispo de Canterbury.[2]
- Alan de Sanctafide (1235-1237)
- Geoffrey de Turville (1237)
- Ralph de Norwich (1237-1238)
- Robert Luttrell (1238-1245)
- William Welwood  (1245-1259)
- Fromund Le Brun (1259-1283). Fue elegido arzobispo de Dublín, pero su elección fue disputada por William de la Corner de 1271 a 1279. Nicolás III declaró ambas elecciones nulas en 1279.[3]
- Walter de Fulburn (1283-1288)
- William Le Buerlaco (1288-1292)
- Thomas Cantock, obispo de Emly (1292-1294)
- Adam de Wodington. Nombrado en 1294

### SigloXIV
- Thomas Cantock, obispo de Emly (1306-1308)
- Adam de Wodington (1308). Igual que el anterior.
- Richard de Beresford. Delegado en 1307, canciller en 1308
- Walter de Thornbury, murió 1313: mientras viajaba a Aviñón, su barco se hundió en una tormenta y se ahogó.
- Stephen Riddel (c. 1313-1318).
- William FitzJohn, Obispo de Ossory (1318-1320)
- Roger Utlagh, prior de la Orden de San Juan de Jerusalén, Kilmainham. Nombrado en 1321.
- Adam Limberg (1330-1334)[4]
- William, prior de la Orden de San Juan de Jerusalén, Kilmainham (?1331-)[4]
- Alexander de Bicknor, primado de Irlanda (c. 1335-1337)
- Thomas Charlton, Obispo de Hereford (1337-1338).[5]
- Robert de Henningsberg (1338-)[4]
- Robert de Askeby (1340-)[4]
- John L'Arqueros, prior de la Orden de San Juan de Jerusalén. Nombrado en 1343.
- John Morice. c. 1344[6]
- William de Bromley[7]
- John de St Paul, arzobispo de Dublín (1350-1356)[8]
- Richard d'Askeaton (1356)[4]
- John Frowyk, prior de la Orden de San Juan de Jerusalén (1357-1359)
- Thomas de Burley, prior de la Orden de San Juan de Jerusalén (1359-1364)
- Robert de Ashton (1364)
- Thomas le Reve, obispo de Waterford y Lismore (1367-1368)
- Thomas de Burley, prior de la Orden de San Juan de Jerusalén (1368-1371)
- John de Bothby (1371-1374)
- William Tany, prior de la Orden de San Juan de Jerusalén (1374-1377).[9]
  - John Keppock, lord custodio durante la ausencia de William Tany en Jerusalén
- Robert Wikeford o de Wikeford, arzobispo de Dunlin y primado de Irlanda (1377-1379)
- John Colton, decano de la catedral de San Patricio, Dublín (1379-1382). Posteriormente Arzobispo de Armagh.[10]
- William Tany, prior de la Orden de San Juan de Jerusalem (1382-1385). Igual que el anterior.[9]
- Ralph Cheyne (1383-4)
- Alexander de Balscot, obispo de Ossory (1385-1388).[11]
- Robert Preston, 1.º barón de Gormanston (1388)
- Richard Plunkett (1388-1393)
- Richard Northalis, obispo de Ossory (1393-1397). También primado de Irlanda de 1395 a su muerte.
- Robert Braybrooke, obispo de Londres (1397)

### SigloXV
- Thomas Cranley, Primado de Irlanda (1401-1410)[11]
  - Sir Laurence Merbury, Lord canciller Delegado (1403-1410), que ejerció como canciller mientras Cranley estuvo demasiado enfermo.[11]
- Patrick Barrett, Obispo de Ferns (1410-1412)[11]
- Thomas Le Boteller, Prior de Kilmainham. Lord Custodio (1412-1413). El nombre de su familia cambiaría a Butler.
  - Robert Sutton, Lord canciller Delegado (1412-1413)
- Thomas Cranley, Primado de Irlanda (1413-1417) (segundo mandato)[11]
- Sir Laurence Merbury (1417) (segundo mandato)
- William Fitz Thomas, Prior de Kilmainham (c. 1417-1418)[11]
- William Yonge, Archidiáconode Meath (c. 1418-1419)[11]
- Richard Talbot, Primado de Irlanda (1423-1426)[11]
- William Fitz Thomas (1426) (segundo mandato)[11]
- Sir Richard FitzEustace (1426)[11]
- Richard Talbot, Primado de Irlanda (1426-1441)
- Thomas Chase (1441-1446)[11]
- Richard Wogan (1446-1449), Lord canciller[11]
  - William Chevir (1446-1449), canciller delegado
- Walter Devereux (1449-1451)
- Edmund, conde de Rutland (1451-1460). Lord canciller, menor que actuó a través de Edmund Oldhall.[11]
  - Edmund Oldhall (1451-1454), Obispo de Meath, Lord canciller, que ejercitó los deberes de la oficina de canciller por la minoría de edad de Rutland
  - John Talbot, más tarde conde de Shrewsbury (1454-1460). Lord canciller delegado, ejercitó los deberes del cargo.
- John Dynham (1460-1461), Lord canciller[11]
  - Sir Robert Preston, vizconde Gormanston, Lord canciller delegado
- Sir William Welles (1461-1462)[12]
- John Tiptoft, conde de Worcester (1462-1463). Por decreto de Eduardo IV de Inglaterra ocupó el título de lord canciller de manera vitalicia. Continuó recibiendo el salario y ejerciendo algunas funciones hasta su muerte en 1470.
- Thomas Fitzgerald, VII conde de Kildare (c. 1463 -1468). Por decreto de Eduardo IV de Inglaterra ocupó el título de lord canciller de manera vitalicia. Continuó recibiendo el salario y ejerciendo algunas funciones hasta su muerte en 1470.[13]
- Robert Allanstown (1468-1469)
- William Dudley (1469-1472)
- Lores cancilleres conjuntos (1472-1477)
  - Robert FitzEustace
  - John Taxton
- Gilbert Debenham (1474)
- Rowland FitzEustace, Barón Portlester (1474-1480)[14]
- William Sherwood, Obispo de Meath (1480-1482)[15]
- Robert St Lawrence, Barón Howth (mayo 1483, probablemente murió unos meses después)[16]
- Sir Thomas Fitzgerald de Laccagh (c.1483-1487)
- Rowland FitzEustace, Barón Portlester (1487-1492).[14]
- Alexander Plunket (1492-1494)
- Henry Deane (1494-1495)
- Walter Fitzsimon, primado de Irlanda (1496-1511)

### SigloXVI

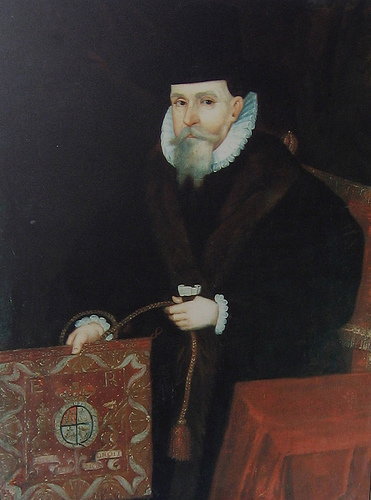
Arzobispo Adam Loftus, lord canciller de Irlanda de 1573 a 1576

- Arzobispo Adam Loftus, lord canciller de Irlanda de 1573 a 1576William Rokeby, primado de Irlanda (1512-1513)
- Sir William Compton (1513-1515)
- William Rokeby, Primado de Irlanda (1515-1521).
- Hugh Inge, Primado de Irlanda (1522-1528)
- John Alen, Primado de Irlanda (1528-1532)
- George Cromer, Arzobispo de Armagh (1532-1534)
- John Barnewall, Barón Trimlestown (1534-1538)
- Sir John Alan (1538-1546, 1548-1551). Lord custodio de 1538 a 1539, lord canciller de 1539 a 1546: expulsado pero restablecido después.
- Sir Thomas Cusack 1 de mayo de 1546 (lord custodio)[17]
- Sir Richard Reade (6 de diciembre de 1546-1548)
- Sir John Alan (1548-1551)
- Sir Thomas Cusack (1551-1554)[17]
- Sir William Fitzwilliam, lord custodio (1554)
- Arzobispo Hugh Curwen (1555-1567). Lord canciller de 1555 a 1558, lord custodio de 1558 a 1559, Lord canciller de 1559 a 1567.
- Doctor Robert Weston (1567-1573)
- Arzobispo Adam Loftus (Lord Custodio) (1573-1576)[18]
- Sir William Gerard (1576-1581)
- Arzobispo Adam Loftus (1581-1605).[18]

### SigloXVII
- Comisarios del Gran Sello de Irlanda (1605)
  - Thomas Jones, Obispo de Meath
  - Sir James Ley LCJ
  - Sir Edmund Pelham LCB
  - Sir Anthony St Leger
- Arzobispo Thomas Jones (1605-1619)
- Comisarios del Gran Sello de Irlanda (1619)
  - Sir William Jones LCJ
  - Sir William Methold LCB
  - Sir Francis Aungier
- Vizconde Loftus (1619-1639)[19]
- Sir Richard Bolton (1639-noviembre 1648)
- Comisarios del Gran Sello de Irlanda (14 de junio de 1655-1656)[20]
  - Richard Pepys LCJ, Comisario Jefe (1655-1656)
  - Gerard Lowther LCJCP, Segundo Comisario (1655-1656)
  - Miles Corbet LCB, Tercer Comisario (1655-1656)
- William Steele (1656-1660)
- Sir Maurice Eustace (1660-1665)[21]
- Arzobispo Michael Boyle (1665-1686)
- Sir Charles Porter (1686-1687)
- Sir Alexander Fitton (1687-1690)
- Comisarios del Gran Sello de Irlanda (1690)
  - Sir Richard Pyne (1690)
  - Sir Richard Ryves (1690)
  - Robert Rochfort (1690)
- Charles Porter (segundo mandato) (29 de diciembre de 1690-1696)
- Comisarios del Gran Sello de Irlanda (1696-1697)
  - Sir John Jeffreyson
  - Thomas Coote
  - Nehemiah Donnellan
- John Methuen (11 de marzo de 1697 -1703)

### SigloXVIII
- Sir Richard Cox (1703-1707)
- Richard Freeman (11 de junio de 1707-1710)
- Comisarios del Gran Sello de Irlanda (1710-1)
  - El conde de Kildare
  - Arzobispo William King
  - Thomas Keightley
- Sir Constantine Henry Phipps (22 de enero de 1711-septiembre 1714)[22]
- El Vizconde Midleton (11 de octubre de 1714-1725)
- Richard Oeste (29 de mayo de 1725-1726)[23]
- Lord Wyndham (13 de diciembre de 1726-1739)[23]
- Vizconde Jocelyn (7 de septiembre de 1739-3 de diciembre de 1756)[24]
- Lord Bowes (11 de marzo de 1757-22 de julio de 1767) (abogado general, 1739-41)
- Vizconde Lifford (24 de noviembre de 1767-28 de abril de 1789)
- Comisarios del Gran Sello de Irlanda (1789)
  - Arzobispo Robert Fowler
  - Hugh Carleton LCJCP
  - Sir Samuel Bradstreet
- Conde de Clare (20 de junio de 1789-28 de enero de 1802) (sentando abogado general)

### SigloXIX
- Lord Redesdale (15 de febrero de 1802-1806)
- George Ponsonby (25 de marzo de 1806-1807)
- Lord Manners (23 de abril de 1807-1827)
- Sir Anthony Hart (5 de noviembre de 1827-noviembre 1830)
- Lord Plunket (23 de diciembre de 1830-noviembre 1834) (abogado general, 1805-07 y 1822-27)
- Sir Edward Sugden (13 de enero de 1835-abril 1835)
- Lord Plunket (30 de abril de 1835-1841)
- Lord Campbell (22 de junio de 1841)
- Sir Edward Sugden (3 de octubre de 1841-1846)
- Maziere Brady (16 de julio de 1846 -1852) (abogado general, 1839-40)[25]
- Francis Blackburne (1852)(abogado general 1831-34 y 1841-42)
- Maziere Brady (1852-1858)[26]
- Sir Joseph Napier (1858-1859) (abogado general, 1852)
- Maziere Brady (1859-1866)[26]
- Francis Blackburne (1866-1867)
- Abraham Brewster (abogado general, 1853-55)(1867-1868)
- Lord O'Hagan (1868-1874)[27]
- Comisarios del Gran Sello de Irlanda (1874-1875)
  - Sir Joseph Napier, Comisario Jefe (1874-1875)
  - James Anthony Lawson (1874-1875)
  - William Brooke (1874-1875)
- John Ball (1875-1880)(Abogado General)[27]
- Lord O'Hagan (1880-1881)[27]
- Hugh Law (1881-1883)(Abogado General)[27]
- Sir Edward Sullivan (1883-1885)(Abogado General, 1868)[27]
- John Naish (1885)(Abogado General)[27]
- Lord Ashbourne (1885-1886) (Abogado General, 1877-80)[28]
- John Naish (1886)[27]
- Lord Ashbourne (1886-1892)[29]
- Samuel Walker (1892-1895) (Abogado General, febrero-agosto 1886)[27]
- Lord Ashbourne (29 de junio de 1895-1905)

### SigloXX
- Sir Samuel Walker (12 de diciembre de 1905-1911)
- Redmond Barry (26 de septiembre de 1911-913) (Abogado General)[30]
- Sir Ignatius O'Brien (10 de abril de 1913-1918) (Abogado General)[31]
- Sir James Campbell (4 de junio de 1918-1921) (Abogado General, 1905 y 1916-17)[32]
- Sir John Ross (27 de junio de 1921-1922)[33]